# Anabel Conde
Anabel Conde (döpt Ana Isabel Conde Sánchez), född 16 juni 1975 i Fuengirola, Málaga, är en spansk sångerska.
Conde valdes av det spanska TV-bolaget TVE att representera Spanien i Eurovision Song Contest 1995 i Dublin, Irland. Hon framförde bidraget "Vuelve Conmigo" skriven av Jose María Purón och slutade efter omröstningen på andraplats efter Norges "Secret Garden" och nitton poäng före Sveriges Jan Johansen. Det var Spaniens bästa placering sedan 1979.
En kort tid efter medverkan i Eurovisionen lämnade Anabel Conde sin professionella karriär efter en konflikt med hennes skivbolag. Trots det lät hennes födelsestad Fuengirola namnge ett torg efter henne.
År 2005 var hon tillbaka i Eurovision Song Contest i Kiev som del i kören bakom Marian van de Wal som sjöng för Andorra. Bidraget lyckades inte ta sig vidare till final. Året efter tävlade hon i den polska uttagningen tillsammans med sin syster Cristina, men lyckades inte vinna.